# Roland Stelter

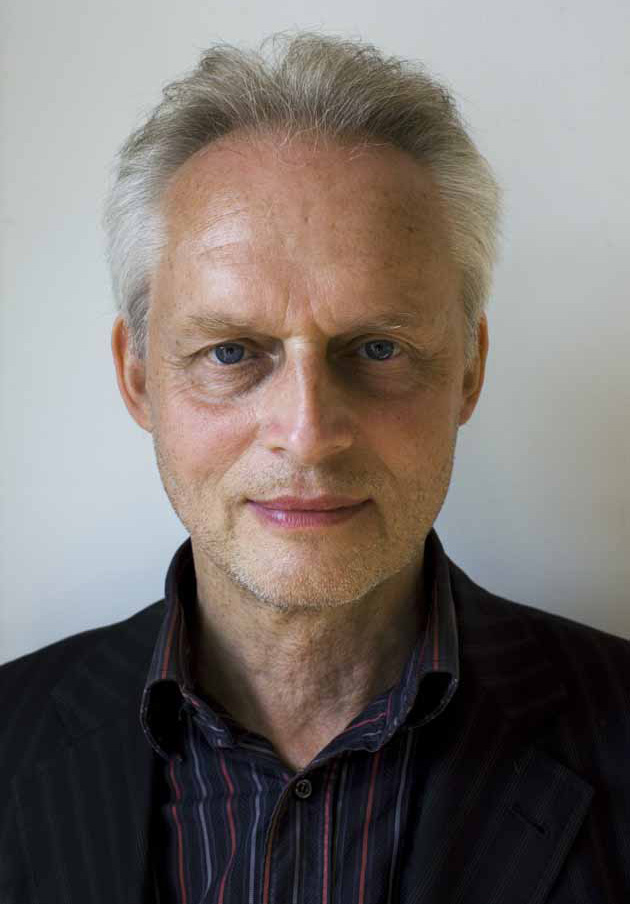
Roland Stelter 2013

Roland Stelter (* 1953 in Berlin) ist ein deutscher Autor, Bildender Künstler und Gestalter.

## Ausbildung
Stelter wuchs im Berliner Bezirk Wedding als Sohn einer Fabrikschneiderin und des Besitzers eines kleinen Lebensmittelladens auf. Er besuchte das Diesterweg-Gymnasium, wo er eine erste künstlerische und gestalterische Ausbildung bei Horst Henschel erhielt und studierte Soziologie an der Freien Universität Berlin mit einem Abschluss als Diplom-Soziologe bei Urs Jaeggi. An der Hochschule der Künste Berlin studierte er in den 1980er Jahren Aktzeichnen bei Peter Müller. Stelter arbeitete daneben als Zeitungsjunge, Packer, Gärtner, Anstreicher und als Hilfsarbeiter in der Metall- und Bauindustrie. Bereits in den 1970er Jahren war er als Manager für den Kulturaustausch und als wissenschaftlicher Tutor an der Freien Universität bei Wolfgang Fritz Haug tätig.

## Kulturpolitische Aktivitäten
In den 1980er Jahren war Stelter als Kulturjournalist für Berliner Zeitungen wie Berliner Extra-Dienst, Die Neue und Die Tageszeitung tätig und war Geschäftsführer und Redakteur der Kulturzeitschrift omnibus, die von den großen West-Berliner Kulturinstitutionen wie der Akademie der Künste Berlin, Hochschule der Künste, Deutsche Oper Berlin, Berliner Schaubühne, Freunde der Deutschen Kinemathek herausgegeben wurde. Seit den 1990er Jahren arbeitete er als Gestalter, Content-Manager und Texter für Werbeagenturen. In den späten 1990er Jahren war er PR-Chef des seinerzeit größten deutschen Stadtentwicklers, Entwicklungsträger Bornstedter Feld.
Bereits Anfang der 1990er Jahre hatte Stelter in Berlin-Mitte die Galerie Augustus mitbegründet, in der Künstler wie Kerstin Grimm, Melanie Manchot, Martin Parr, Eva Rubinstein, Ransome Stanley, Emilio Vedova und andere ausgestellt haben. Stelter hat des Weiteren viele kulturpolitische Projekte mitinitiiert und organisiert; außerdem arbeitete er als Schriftsteller, Journalist, Maler, Bildhauer und Fotograf. Im Jahr 1983 war er Mitbegründer des Aktiven Museums Faschismus und Widerstand und unter Gerhard Schoenberner zusammen mit Heinz Schilling dessen stellvertretender Vorstandsvorsitzender. Er hat das Großprojekt 1933-1983 mitinitiiert, das zu diesem Thema der kritischen Erinnerung der NS-Zeit erstmals alle demokratischen politischen Richtungen im damaligen West-Berlin kooperieren ließ. Nach dem Fall der Mauer hat er 1993 das Großprojekt Umbruch – Chaos und Hoffnung mit der Unterstützung des Berliner Senats, der Treuhandanstalt und anderen geschaffen. Die Erfahrungen des neuen Europas haben ihn nach 2000 zu seinem internationalen Ausstellungsprojekt Mein Europa inspiriert.

### Rezeption
June Carolyn Erlick schrieb zum Projekt Umbruch – Chaos und Hoffnung im New Yorker ARTnews Magazin im Oktober 1993:
„(...), the innovative exhibition „Upheaval – Chaos and Hope“ also underlined Berlin’s provocative role as a stage for art, reminding visitors of the county’s Communist and Nazi past. It set out to expose layers of Germany’s recent history with a three-building show (…).“
Ulrich Roloff-Momin, Senator für kulturelle Angelegenheit des Landes Berlin, schrieb im Grußwort zum Buchkatalog Umbruch – Chaos und Hoffnung 1993:
„Es reicht nicht, auf bessere Zeiten zu warten. Wer mehr will, als die Eingemeindung von Ost-Berlin durch West-Berlin, muss sich rühren. Mit Mitteln der Kunst und der Ausstellung bietet das Projekt Umbruch – Chaos und Hoffnung Anlass zum Nachdenken über ein Stück deutscher Gegenwart und Geschichte an einem Ort, der Berlinischer nicht sein könnte (...).“

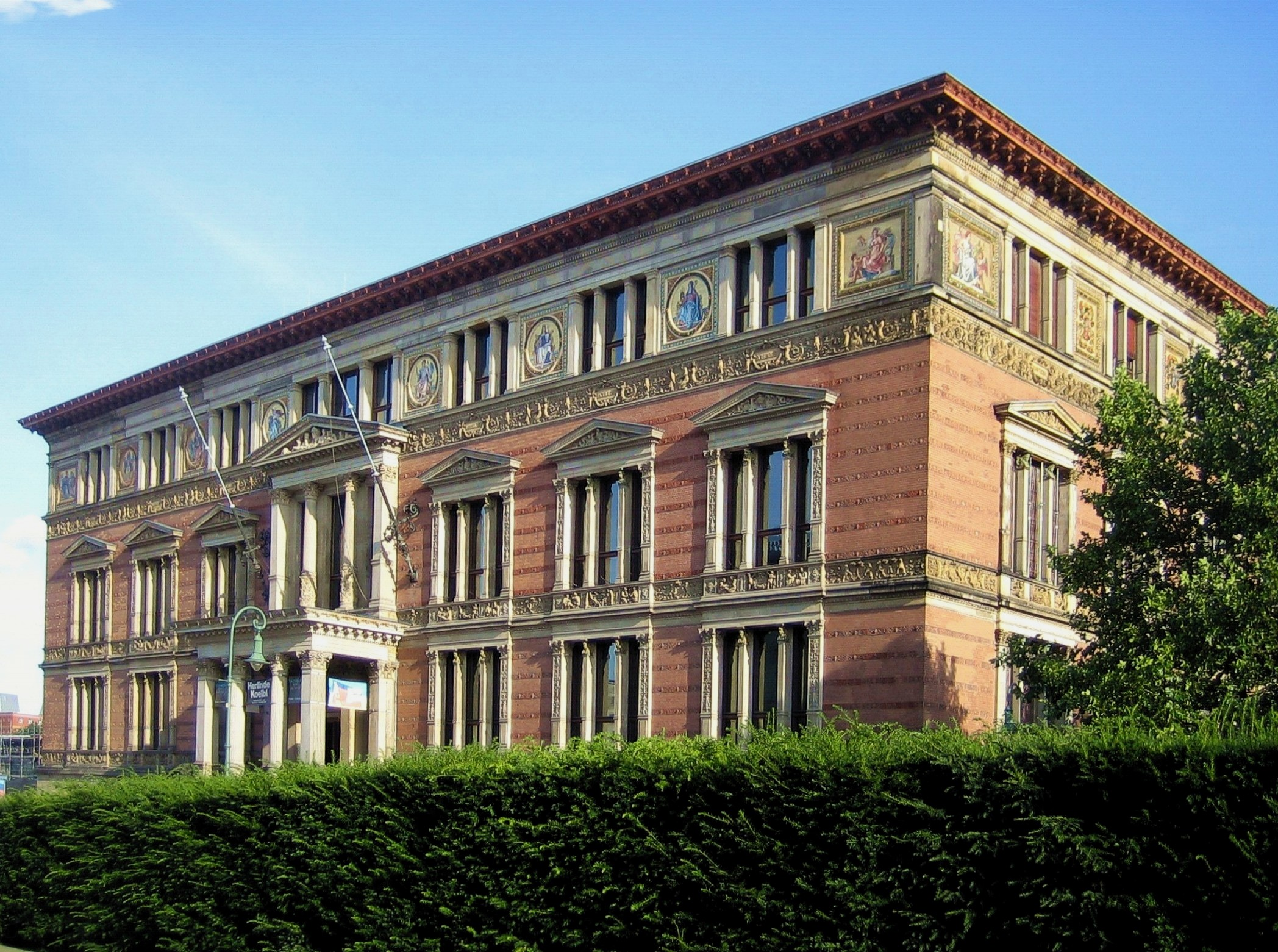
Martin-Gropius-Bau, Gesamtansicht von Nordwesten

Karen E. Till schrieb zu Stelters Aktivitäten im Aktiven Museum Faschismus und Widerstand:
„At a public hearing sponsored by the Academy of Arts about the future of the Martin Gropius Bau in 1983, Roland Stelter recalled standing in front of the rubble of the former Gestapo building after the war as a child. Only later did he find out what had actually happened in that building. He stated that, one cannot so easily, when one speaks about a Museum of German History, move away [from the reality of] where this Gropius-Bau stands: namely, right next to the prison cells where witnesses were persecuted during this time, many of whom are still living.“

## Arbeit als Bildender Künstler
Seit den 1990er Jahren arbeitet Roland Stelter in erster Linie als Schriftsteller, Maler, Bildhauer und Fotograf. Seine malerischen, zeichnerischen und bildhauerischen Arbeiten sind stark von der abstrakten Nachkriegsmoderne beeinflusst. Zu Beginn der 1990er Jahre hatte Stelter Emilio Vedova kennengelernt. In Gruppenausstellungen hat er mit Vedova zusammen in der Galerie Augustus Berlin und in der Yavneh Art Workshop Gallery in Israel ausgestellt. Das fotografische Werk Stelters orientiert sich ebenso auf eine strenge Weise an klassischen Kompositionsprinzipien. Es arbeitet weitgehend mit natürlichem Licht und kommt ohne Effekte aus.

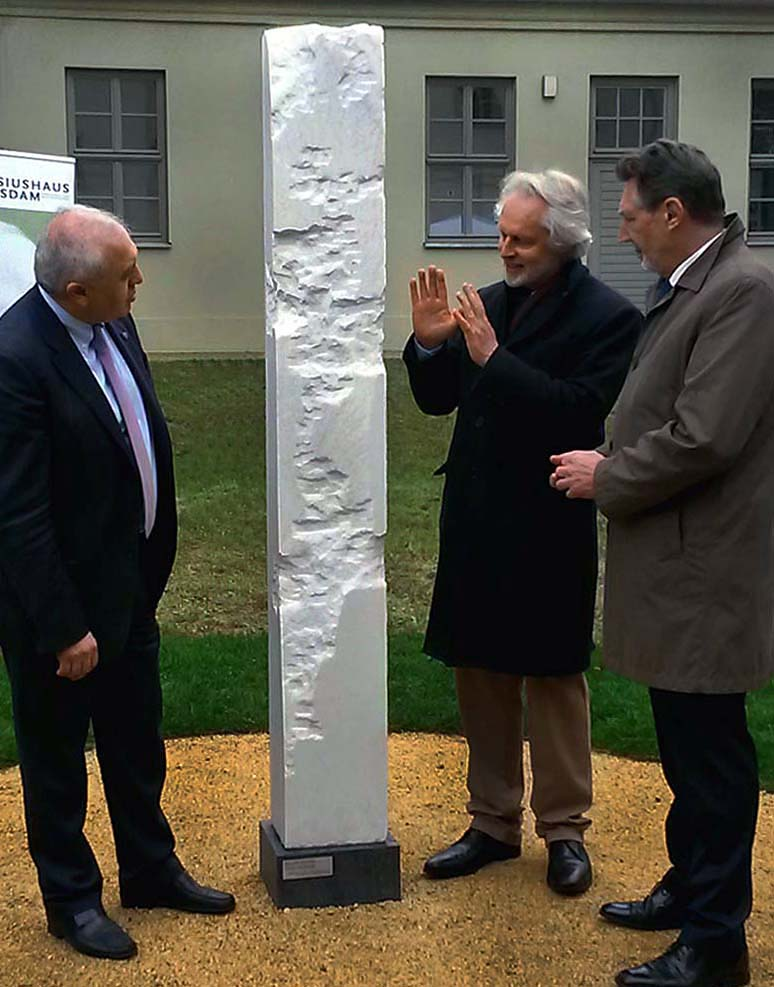
Achot Sempadian, armenischer Botschafter in Deutschland, Roland Stelter, Künstler und Jann Jakobs, Oberbürgermeister von Potsdam bei der Einweihung von Stelters Skulptur Zivilcourage, 2015 in Potsdam (von links)

Im In- und Ausland fanden zahlreiche Ausstellungen mit Stelters künstlerischen Arbeiten statt. Für seine zusammen mit Lutz Dölle kreierte Großskulptur Fragment des Regens wurde er mit einem Preis ausgezeichnet. In Kooperation mit einem Unternehmen für Biotechnologie hat er 1999 eine Ausstellung zum Thema Gentechnologie mit Gemälden, Großfotos und einer Videoinstallation geschaffen. In der Berliner Gedenkstätte Topographie des Terrors – Dokumentationszentrum NS-Zwangsarbeit wurde vom Herbst 2010 bis zum Sommer 2011 seine Foto-Text-Ausstellung Frau Zhuk und ihre Enkelin gezeigt. Mit der Ausstellung berichtete er über das Leben von Frau Zhuk, einer ukrainischen Zwangsarbeiterin, KZ-Insassin und späteren KGB-Verfolgten und ihrer Enkelin. Im Park der American Academy in Berlin und im Zentrum von Osnabrück stehen Großskulpturen von Stelter.
Seinem Wunsch folgend, als Künstler politisches Engagement zu zeigen, hat er im Jahr 2014 im »Kunstmuseum Tschernigow M. Galagan« in der Ukraine die Fotoausstellung »Memories of Europe« durchgeführt.
Im Jahr 2015 wurde vom Oberbürgermeister von Potsdam, der Ministerin für Wissenschaft, Forschung und Kultur von Brandenburg, dem Botschafter von Armenien in Deutschland, dem Repräsentanten der Stiftung Preußische Schlösser und Gärten Berlin-Brandenburg und dem Publizisten Rolf Hosfeld Roland Stelters Marmorskulptur Zivilcourage zu Ehren von Johannes Lepsius im Garten der Lepsiusvilla in Potsdam eingeweiht. Die Marmorskulptur „symbolisiert das durch Johannes Lepsius beispielhaft gelebte zivilgesellschaftliche Engagement gegen Völkermord und Kriegsverbrechen“ (Jann Jakobs, Oberbürgermeister von Potsdam). Sie steht im ehemaligen Militärstädtchen Nr. 7, dem ehemaligen Hauptquartier des KGB in der DDR, auf dem heutigen Gelände der Stiftung Preußische Schlösser und Gärten Berlin-Brandenburg inmitten der UNESCO-Welterbestätte zwischen ehemaligem KGB-Gefängnis, Neuem Garten mit Schloss Cecilienhof, in dem das Potsdamer Abkommen 1945 verabschiedet wurde, dem Belvedere von Schloss Sanssouci und der Villa Henkel.

### Rezeption
Im artery-Magazin über die Gemälde und Steinskulpturen von Roland Stelter hieß es im Juni 1994:
„Seine Arbeiten wirken beeinflusst von jenem amerikanischen Geist des Abstrakten Expressionismus, jener gezielten klassisch-ästhetischen Sprache in Verbindung mit jenem höchst subjektiven psychologischen Ausdruck. Gleichwohl drücken Stelters Arbeiten eine eigentümliche alltägliche Gegenwärtigkeit aus.“
Peter Herbstreuth schrieb in der Zeitung Der Tagesspiegel am 4. Juli 1994:
„Roland Stelter (...) bearbeitet Marmorblöcke und Blaustein und bringt beide in fragile Balancen. Konstruktive Expressionismen werden von der Idealvorstellung geleitet, die Steinfiguren mögen ihr Gewicht verlieren und für die Augen schweben.“

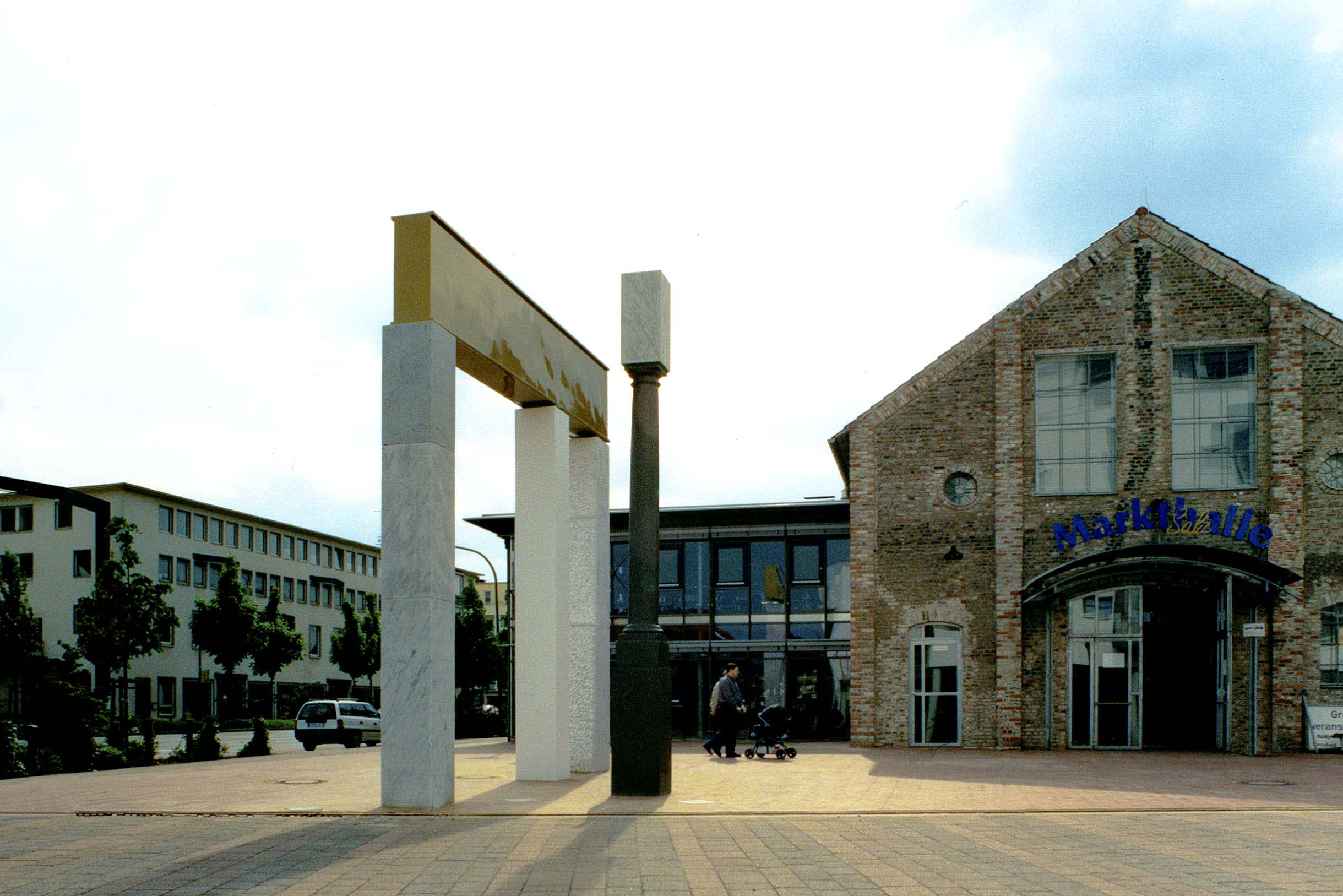
Fragment des Regens (1999)

Tom Bullman in der Neuen Osnabrücker Zeitung zur Großskulptur Fragment des Regens 1999:
„Die inhaltliche Verbindung von Antike und Moderne, das Aufeinandertreffen von Natur und Hightech sowie das Eingehen auf die historischen Gegebenheiten des Ortes sind durch die Auseinandersetzung mit der Skulptur erfahrbar.“
In der Sendung Galerie Rundgang für Radio Kultur von SFB und ORB sagte Simone Reber zur Fotoausstellung Mythos. Moskau in der Galerie Blickensdorf Berlin am 24. April 2001:
„Am schönsten die Aufnahmen eines Hotelzimmers mit weinroter Samtdecke über dem Bett und Jugendstillampe, als sei die Zeit stehengeblieben. Roland Stelter macht Handabzüge, bei denen die Farben sehr weich, sehr schmeichelnd, sehr nah an der Malerei gelingen.“
Klaus Jörg Schönmetzler, Kulturreferent des Landkreises Rosenheim, in seiner Rede zur Weihnachtsausstellung der Galerie des Kunst und Kultur zu Hohenaschau e.V., 2008:
„Ich bin ganz leise geneigt, bei ihm von mörderischer Ästhetik zu sprechen. Denn was er veranstaltet sind Bilder, die fast immer etwas anderes erzählen, als sie zunächst zeigen.“
Julia Brodauf über »Frau Zhuk und ihre Enkelin« in der Zeitschrift Junge Kunst:
„Es entstand eine Serie leiser Porträts (...) der Frauen, der Landschaften und Städte. Sommerlich lichtdurchflutete Bilder, die geradezu beiläufig wirken, aus denen das vergangene und aktuelle Leid erst auf den zweiten und dritten Blick spricht. (...) Roland Stelter hat eine Bildsprache gewählt, die dokumentierend, aber nicht journalistisch ist. (...) Die Arbeit reiht sich ein in sein Gesamtwerk in den unterschiedlichen künstlerischen Medien (...), das über weite Strecken stark abstrakt geprägt war und ist. Psychologische Elemente wie starke Mimik oder Gestik belässt er größtenteils im Hintergrund, setzt dafür auf eine stringent ausgearbeitete Komposition und setzt auf eine lyrische Interpretation des halb Verborgenen.“
Bogdan Gulyay in der ukrainischen Internetzeitung „Gorod.cn.ua – Portal Tschernigova (Portal Çernigova)“ am 10. August 2014 über die Open Air – Vernissage zur Ausstellung »Memories of Europe« von Roland Stelter des Kunstmuseums Tschernigow M. Galagan in der Ukraine:
„Eine Ausstellung von dem bekannten Fotografen aus Deutschland bei uns in Tschernigow auf der »Grünen Bühne«! – dachte ich, als ich mit dem Fahrrad den Roten Platz überquerte. Wie kommt er überhaupt hierher in diesen von den Göttern vergessenen ukrainischen Ort? Noch mehr war ich erstaunt, als ich ein paar Minuten später die Landschaften, Interieurs und Menschen aus Deutschland, Frankreich, Polen, Ukraine, Belarus und Russland angeschaut habe (...).“
Jann Jakobs, Oberbürgermeister von Potsdam, sagte in seiner Rede zur Einweihung der Skulptur Zivilcourage am 28. April 2015:
„Die Marmorstele „Zivilcourage“ von Roland Stelter symbolisiert das durch Johannes Lepsius beispielhaft gelebte zivilgesellschaftliche Engagement gegen Völkermord und Kriegsverbrechen. (...) Die künstlerische Bearbeitung des Carrara-Marmors (...) dient bei dieser Stele nicht wie so oft als Bildträger, sondern die Materialität an sich wird hier als gestalterisches Element genutzt. Sie dient dabei der Versinnbildlichung des Gedankens der »Zivilcourage«, ohne dessen mutige Realisierung durch den Einzelnen freiheitliches Leben nicht bestehen kann.“
Sabine Kunst, Ministerin für Wissenschaft, Forschung und Kultur zur Enthüllung der Skulptur »Zivilcourage« am 28. April 2015:
„Zivilcourage fange bei jedem Einzelnen an (... ) Die Vertreibungen und Massaker seien durch das Dulden und Wegschauen der damaligen deutschen Reichsregierung begünstigt worden.“

## Literarische Arbeit
Stelter hat außerdem politisch-philosophische und kulturpolitische Artikel und Essays sowie Kurzgeschichten verfasst; 2005 veröffentlichte er im Rotbuch Verlag seinen Debütroman Leons Bruder, der sich mit der Zeit des Umbruchs nach dem Ende des Kalten Krieges auseinandersetzt. Seit mehreren Jahren arbeitet er an einem zweiten Roman, der sich in einer stärker auf die Zukunft bezogenen Weise mit den Erfahrungen des Umbruchs in den 1990er Jahren auseinandersetzt. Mehrfach trat er im Rahmen des Internationalen Literaturfestival Berlin auf, wie mit seiner Lesung aus seinem Roman Leons Bruder oder im Jahre 2010 mit seiner Beteiligung an der 24-stündigen weltweiten Live-Online-Lesung Authors for Peace am 21. September, dem von den Vereinten Nationen 2002 ausgerufenen Weltfriedenstag.

### Rezeption
Tanja Hellwig schreibt in ihrem Artikel Sex und Politik im Kalten Krieg zum Roman Leons Bruder im Südkurier:
„Eine rasante Chronik, die den Prozess des Schreibens ebenso thematisiert, wie sie die Synapsen zwischen Privatem und Politischem zum Glühen bringt.“
Bei Hanno Depner heißt es:
„Leons Bruder. Roman einer Zeitenwende (2005) erzählt die Lebensgeschichte eines zwischen Amerika, Deutschland, Frankreich und Russland rastlos umherreisenden Künstlers und entwirft dabei ein komplexes Geschichtspanorama der zweiten Hälfte des Zwanzigsten Jahrhunderts.“

## Arbeit als Gestalter und Hochschullehrer
Neben seiner Arbeit als Autor, Bildender Künstler und Gestalter unterrichtete Stelter seit 2010 periodisch als Adjunct Professor an der Webster University in Wien und in Amsterdam/Leiden Fotografie, Gestaltung und professionelles Schreiben. Mit seinem Sohn Julian Stelter betrieb er die Agentur und das internationale Bürgerforum forum bmp – communication design art in international partnership (2010–2016). In einem Naturschutzgebiet im Nord-Osten Deutschlands sanierte er in Kooperation mit seinem Sohn Benjamin Stelter ein denkmalgeschütztes Gebäudeensemble aus dem 18. und 19. Jahrhundert und gestaltete es für moderne Wohn- und Arbeitszwecke.
Stelter wohnte eine Zeit lang in den Vereinigten Staaten, in Frankreich und in Russland. Er hat zwei erwachsene Söhne aus erster Ehe. Heute lebt er in Berlin.

## Werke (Auswahl)

### Skulpturen im öffentlichen Raum
- 1999 – Fragment des Regens (Osnabrück)
- 2001 – Heldenstadt (Park der American Academy in Berlin)
- 2015 – Zivilcourage (Lepsius-Haus, Potsdam, im ehemaligen Militärstädtchen No. 7, dem früheren Hauptquartier des KGB in der DDR, inmitten der UNESCO-Welterbestätte Berlin-Brandenburg)

### Ausstellungen
- Commerzbank, Berlin: Ankauf von Gemälden für eine Filiale in Berlin-Mitte, 1991.
- Galerie Augustus Berlin: Ausstellung von Gemälden, Skulpturen und Zeichnungen, 1992.
- Yavneh Art Workshop Gallery, Israel: Beteiligung an einer Ausstellung, an der u. a. Richard Long, Emilio Vedova, Tom Wesselmann teilgenommen haben, 1993.
- Galerie Augustus Berlin: Beteiligung an einer Gruppenausstellungen mit Gemälden, Skulpturen und Zeichnungen, 1995.
- Galerie im Samambaia, Paris: Ausstellung »Dessins Paris-Berlin«, 1996.
- Métissage-Festival, Paris: Ausstellung von Bronze-Skulpturen, 1996.
- Goethe-Institut Paris: Website-Porträt des Künstlers Roland Stelter, 1998.
- Ausstellungshalle »co.don AG«, Brandenburg: Kunstinstallation B-E-I-N-G zum Thema »Menschliche Identität und Biotechnologie« mit Großfotos, Gemälden, Texten und einer Videoinstallation, gefördert durch die Deutsche Bank AG, eröffnet von Ministerpräsident Manfred Stolpe, 1999.
- Kunsthalle Dominikaner Kloster, Osnabrück in Zusammenarbeit mit Galerie Blickensdorff, Berlin: Ausstellung mit Fotos, Gemälden und Skulpturen, 1999.
- Ausstellungshalle St. Marienkirche, Frankfurt/Oder: Teilnahme an der Ausstellung »BauArt – Kunst im öffentlichen Raum des Landes Brandenburg«, 1999.
- Galerie Blickensdorff Berlin: Mythos Moskau, 2001.
- Internationales Photo Festival «About Visions», Nischnij Nowgorod: Ausstellungsbeteiligung auf Einladung der Stadt, gefördert durch die Stadt und das Goethe-Institut Moskau, 2002.
- Galerie OGI – Lisa Plawinskaja, Moskau: Ausstellung »Mythos.Stadt.Europa«, 2002.
- Geschichtswerkstatt Minsk: Fotoausstellung und Vortrag zu Mein Europa, mit Unterstützung der Goethe Institute Minsk und Moskau und der Botschaft der Bundesrepublik Deutschland in Belarus im Rahmen von Kulturmomente, 2007.
- Schloss Hartmannsberg, Rosenheim: Ausstellung des Foto-Text-Kunstwerks Die Würde des Menschen ist unantastbar im Rahmen der Ausstellung zeitgenössischer Kunst zum deutschen Grundgesetz, 2008.
- Galerie des Kunst und Kultur zu Hohenaschau e.V, Aschau/Chiemgau: Fotoausstellung Zwischen La Sarthe und Wolga im Rahmen der alljährlichen Weihnachtsausstellung, 2009.
- Serendipity Gallery, Kunsthaus Acud Berlin: Werke aus 20 Jahren 1991-2011, 2011.
- Topographie des Terrors, Dokumentationszentrum NS-Zwangsarbeit, Berlin: Frau Zhuk und ihre Enkelin, 2010/11.
- The May Gallery, Webster University St. Louis, USA: Beteiligung an der Photography Faculty Show, 2012.
- Kunstmuseum Tschernigow M. Galagan, Ukraine: Fotoausstellung Memories of Europe, 2014.

### Publikationen
- Kulturpolitische Artikel und literarische Kurzgeschichten in den Zeitungen Berliner Extradienst, Die Neue und Die Tageszeitung. 1973-1988.
- Diverse Artikel in der Berliner Kulturzeitschrift omnibus. Hrsg.: Akademie der Künste Berlin, Hochschule der Künste, Deutsche Oper Berlin, Berliner Schaubühne, Freunde der Deutschen Kinemathek et al. 1973-1988.
- Topographie des Terrors, Mitverfasser der Broschüre des Aktiven Museums Faschismus und Widerstand in Berlin e.V. Berlin 1984.
- Anja Dau und Roland Stelter (Hrsg.): Umbruch – Chaos und Hoffnung. Mit Texten von Günter de Bruyn und anderen. Berlin 1993.
- Essay Ransome Stanleys Werk, in: Ransome Stanley (Ausstellungskatalog), München 1998.
- Essay Felix Müller ist ein Künstler. In: Felix Müller. Galerie Völcker und Freunde. Berlin 2000.
- B-E-I-N-G. Essay und Poem, in: B-E-I-N-G. codon+ART. Berlin 1998.
- Leons Bruder. Roman einer Zeitenwende. Hamburg, Rotbuch Verlag, 2005. ISBN 3-434-53134-3.
- Mein Europa. Kurzgeschichten. Work in Progress 1999–2007 (E-Book)
- Kolyma – Ort verlorener Zeit/Kolyma – A Place of Lost Time. In: Sarah Schoenfeld: Galerie Kunstagenten. Berlin 2008.
- Essay Ein Stil entsteht – Felix Müller, in: Felix Müller. Arbeiten/Works//2002-2006. Berlin 2006.
- Essay Kunst ist kein Comic – alle Kunst ist abstrakt, in: Ransome Stanley. Abb. 2002-2007. München 2007.
- Online-Publikation. MEIN EUROPA. 11 Länder – Fotos Literatur Skulpturen von Städten und Landschaften aus Ost und West zu Beginn des 21. Jahrhunderts. www.roland-stelter.de. 2007.
- Essay Ein Europa der zwei Europa – Deutschland und Belarus im Blick des Künstlers und Schriftstellers Roland Stelter [übers. aus dem Russischen] in: Geschichtswerkstatt Minsk (Hrsg.). Katalog zur Fotoausstellung mit einem Vortragstext von Roland Stelter. Minsk 2007.